# Raiņa bulvāris

Le boulevard Raiņa (letton : Raiņa bulvāris) est un boulevard à Rīga en Lettonie,.

## Présentation
Le boulevard Raina est une rue du district Central.
Il s'étend dans une direction sud-est depuis l'intersection avec la rue Krišjāņas Valdemāras et se termine à l'intersection avec les rues 13. Janvāras iela, Marijas iela et Gogoļas iela sur la place de la Gare.
La longueur totale du boulevard est de 1 005 mètres et il a 3 voies de circulation.

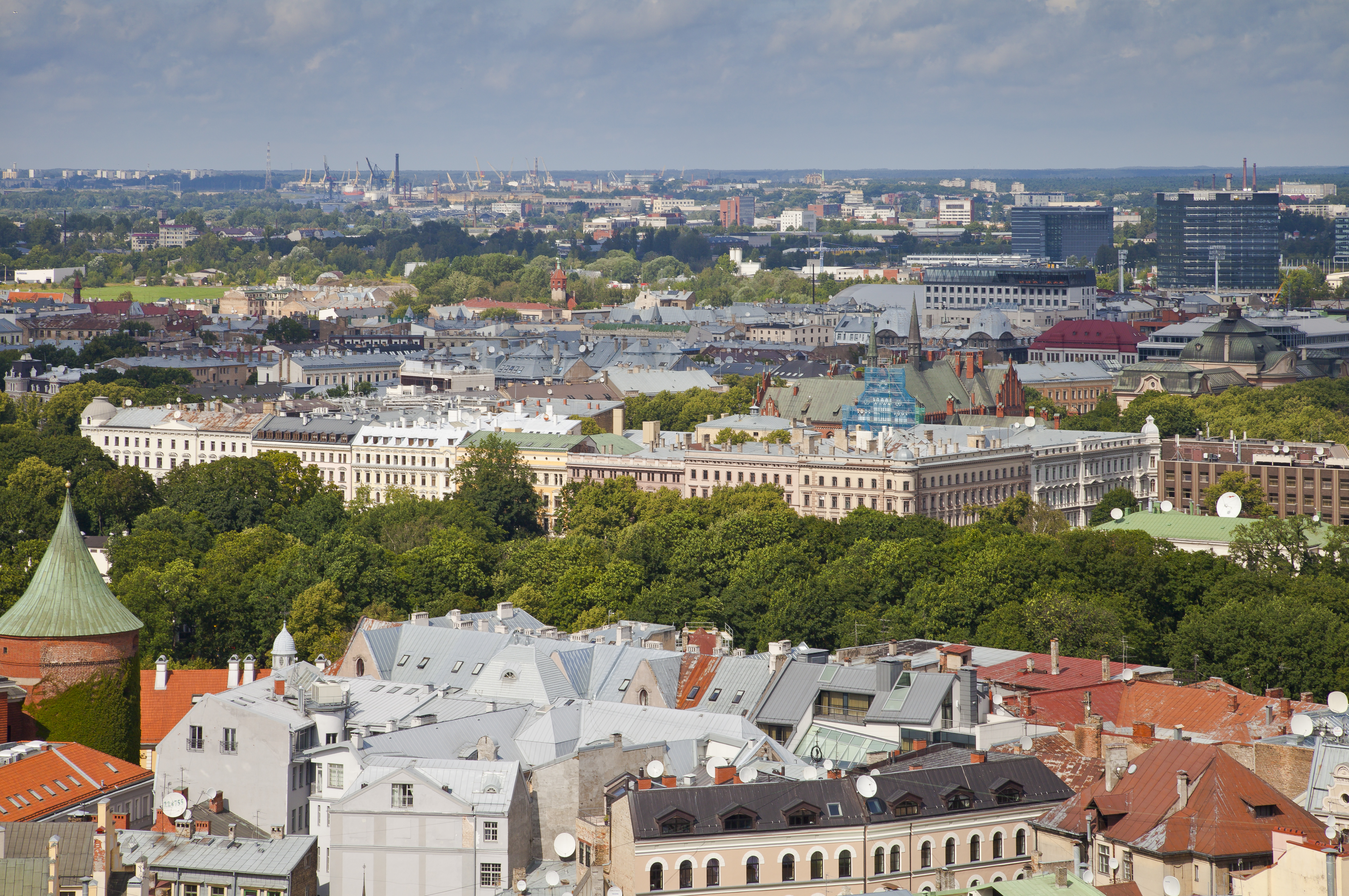
Vue des bâtiments de la première étape (1-6) du boulevard Raina (2012).

Le boulevard longe le parc du canal de la ville et n'est construit que d'un seul côté. La numérotation des maisons au début du boulevard est mixte (nombres pairs et impairs dans un même côté), mais après l'intersection avec le boulevard Brivibas (à partir de la maison n°9) seuls les nombres impairs sont utilisés.
Les missions diplomatiques d'un certain nombre de pays sont situées sur le boulevard Raina.

## Bâtiments du boulevard
La plupart des bâtiments de la rue des monuments architecturaux protégés.
- Raiņa bulvāris 2, Ambassade d'Azerbaïdjan. L’immeuble est l'ancienne habitation de Simon Felder (1880-1881, architecte Jānis Frīdrihs Baumanis)[5],[6].

- Raiņa bulvāris 3, Ambassade de Géorgie. Ancien immeuble d'habitation du baron R. von Tranzeghe-Roseneck (1881, architecte J.-F. Baumanis)[7],[8].

- Raiņa bulvāris 9, Ambassade de France. L'édifice est l'ancien hôtel particulier de August Mentzendorff (1872-1876, architecte J.-F. Baumanis). Il s'agit d'un monument architectural d'importance nationale. La façade richement décorée est représentative des formes de la Renaissance française. En 1919, l'homme d'État soviétique J. A. Berzins (Ziemelis) et le président de l'Iskolat O. J. Karklins vivaient dans le bâtiment. À l'époque soviétique, le bâtiment abritait le bureau du procureur[9],[10].

- Raiņa bulvāris 13, Ambassade d'Allemagne
- Raiņa bulvāris 19, Bâtiment principal de l'Université de Lettonie, construit comme bâtiment de l'École polytechnique de Riga en 1866-1869, (architecte G. Hilbig). Le bâtiment est classé monuments culturel d'importance nationale[11].

- Raiņa bulvāris 29, Le batiment abritait l'ancien lycée russe féminin Lomonossov (1869-1871, architecte J.-F. Baumanis). En 1938, il a été reconstruit en 3e lycée d'État (les 3e et 4e étages ont été ajoutés), par l'architecte Indrikis Blankenburg. À l'époque soviétique, le bâtiment abritait le centre d'information et de calcul de l'Université d'État de Léningrad et le musée de l'histoire de l'université.

- Raiņa bulvāris 33, Le Nordic Hotel Bellevue est installé dans cet ancien immeuble d'habitation de Jacob Bergholz (1880-1882, architecte J.-F. Baumanis). Depuis le 1er quart du XXème siècle - un hôtel (« Bellevue », depuis 1950 « Stalingrad », depuis 1961 « Baltiya », depuis 2008 « Nordic Hotel Bellevue »). En 1920, y séjourna Sergueï Kirov, venu négocier la Paix de Riga. L'édifice est un monument architectural d'importance locale[12].

## Galerie

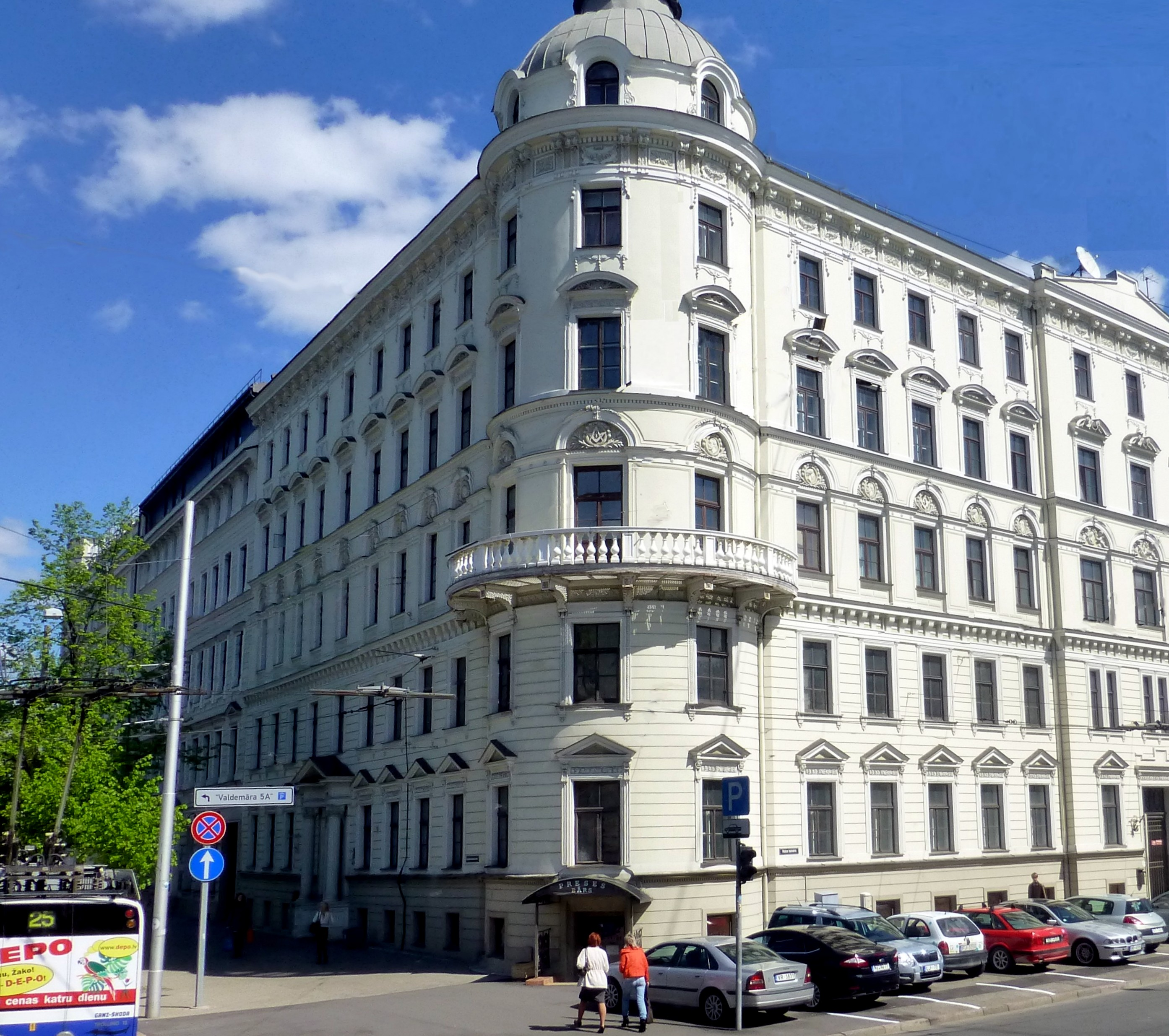
Croisement de Krišjāņa Valdemāra iela.
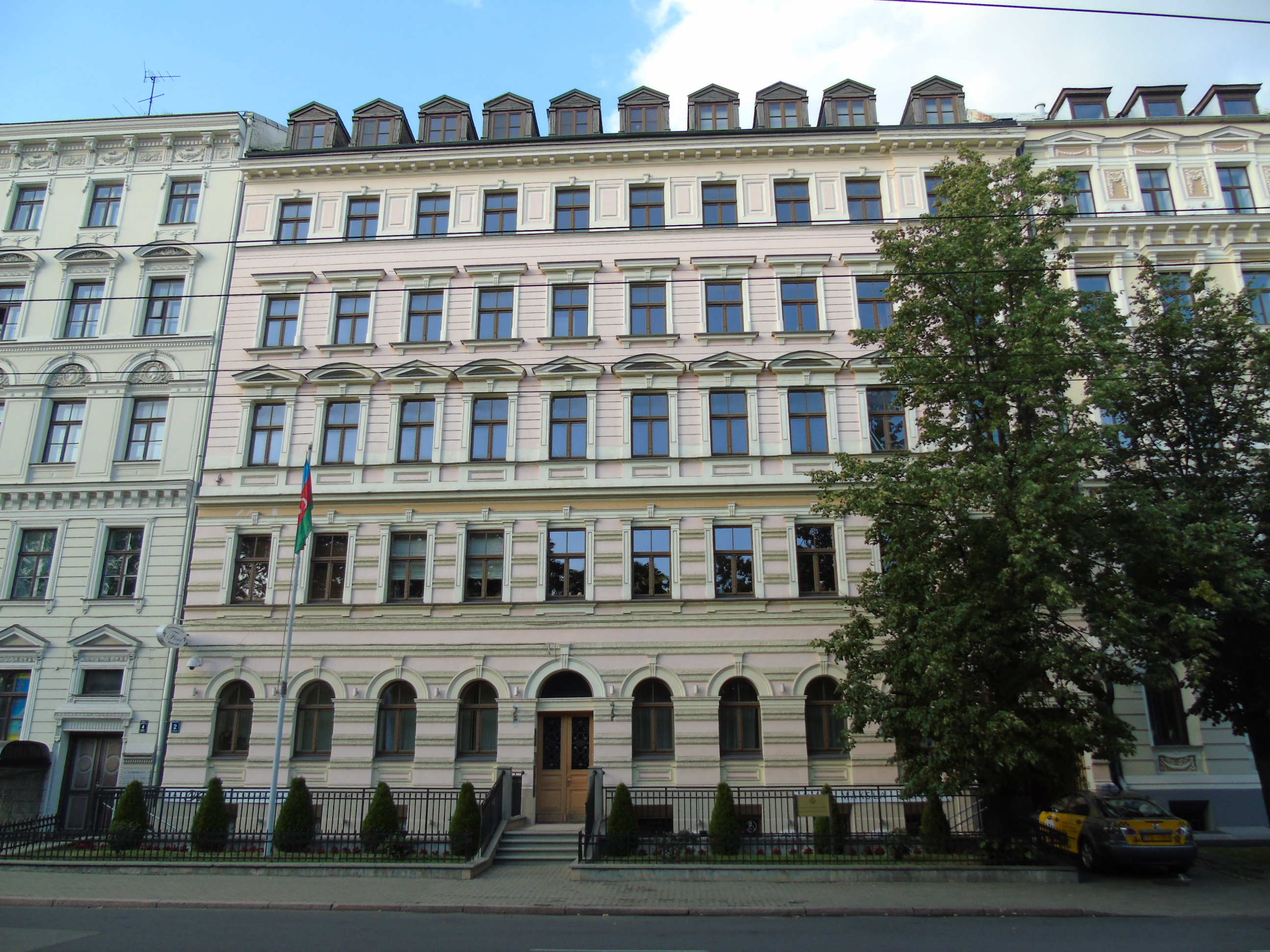
Raiņa bulvāris 2
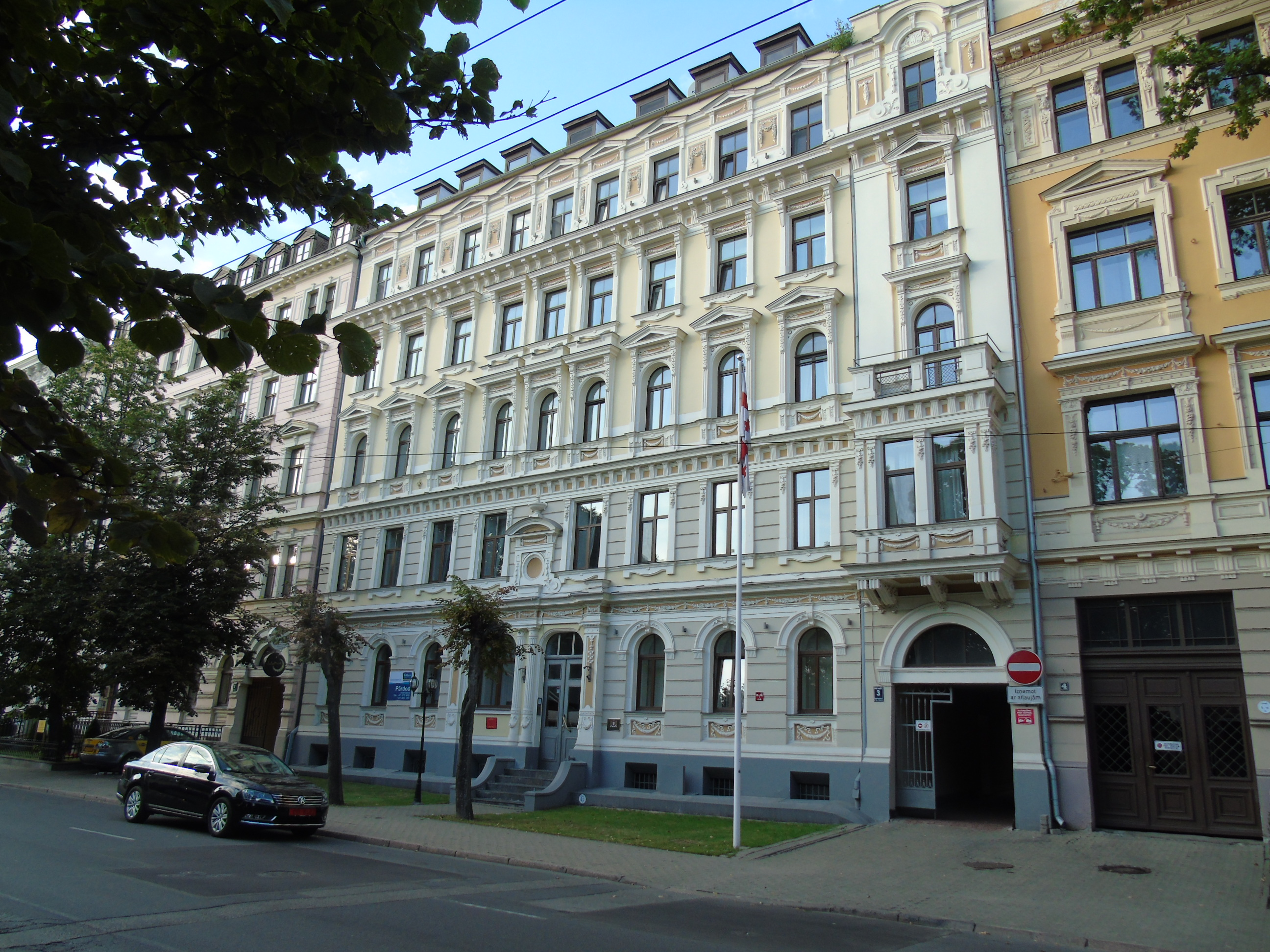
Raiņa bulvāris 3
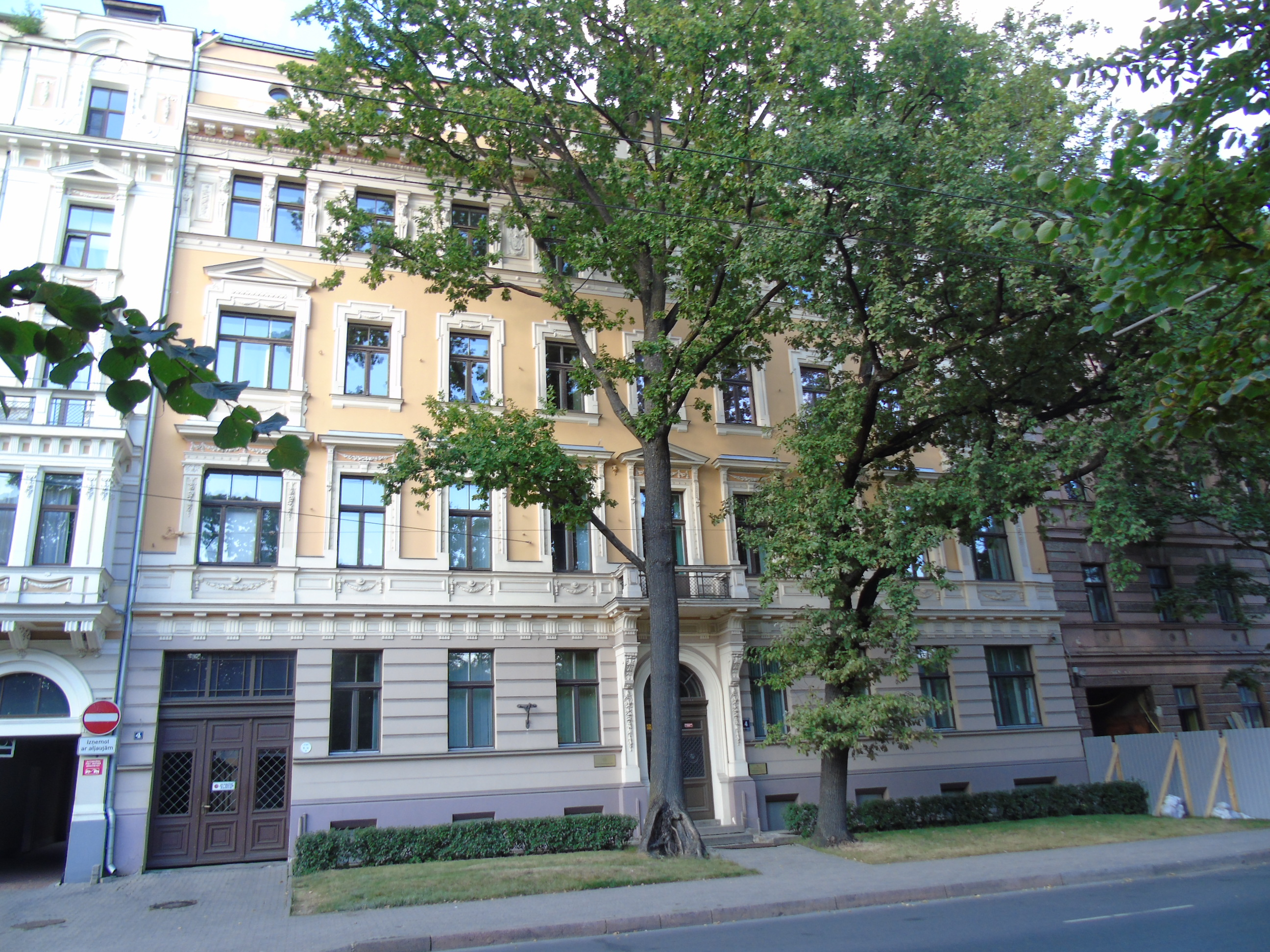
Raiņa bulvāris 4
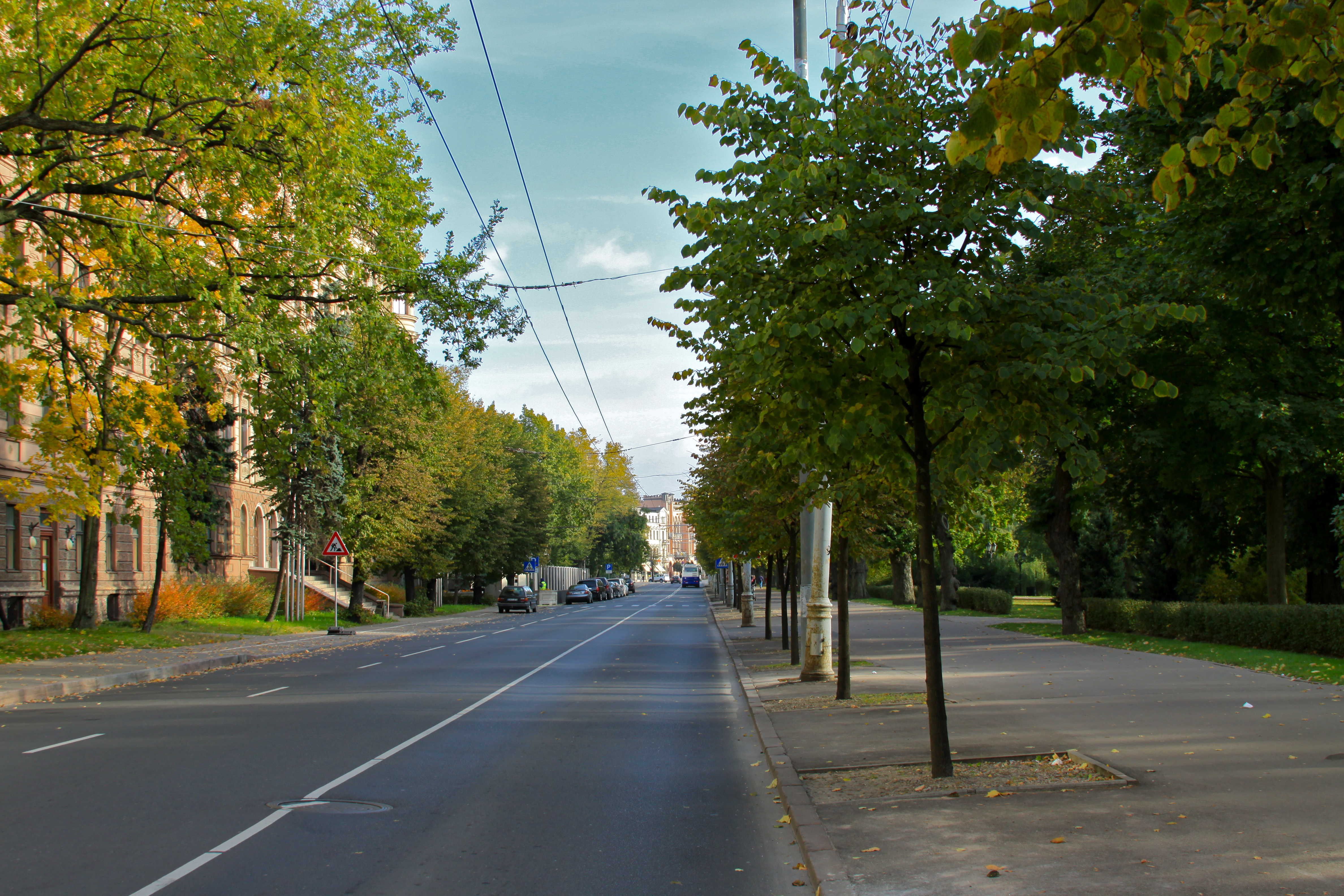
Raiņa bulvāris 5
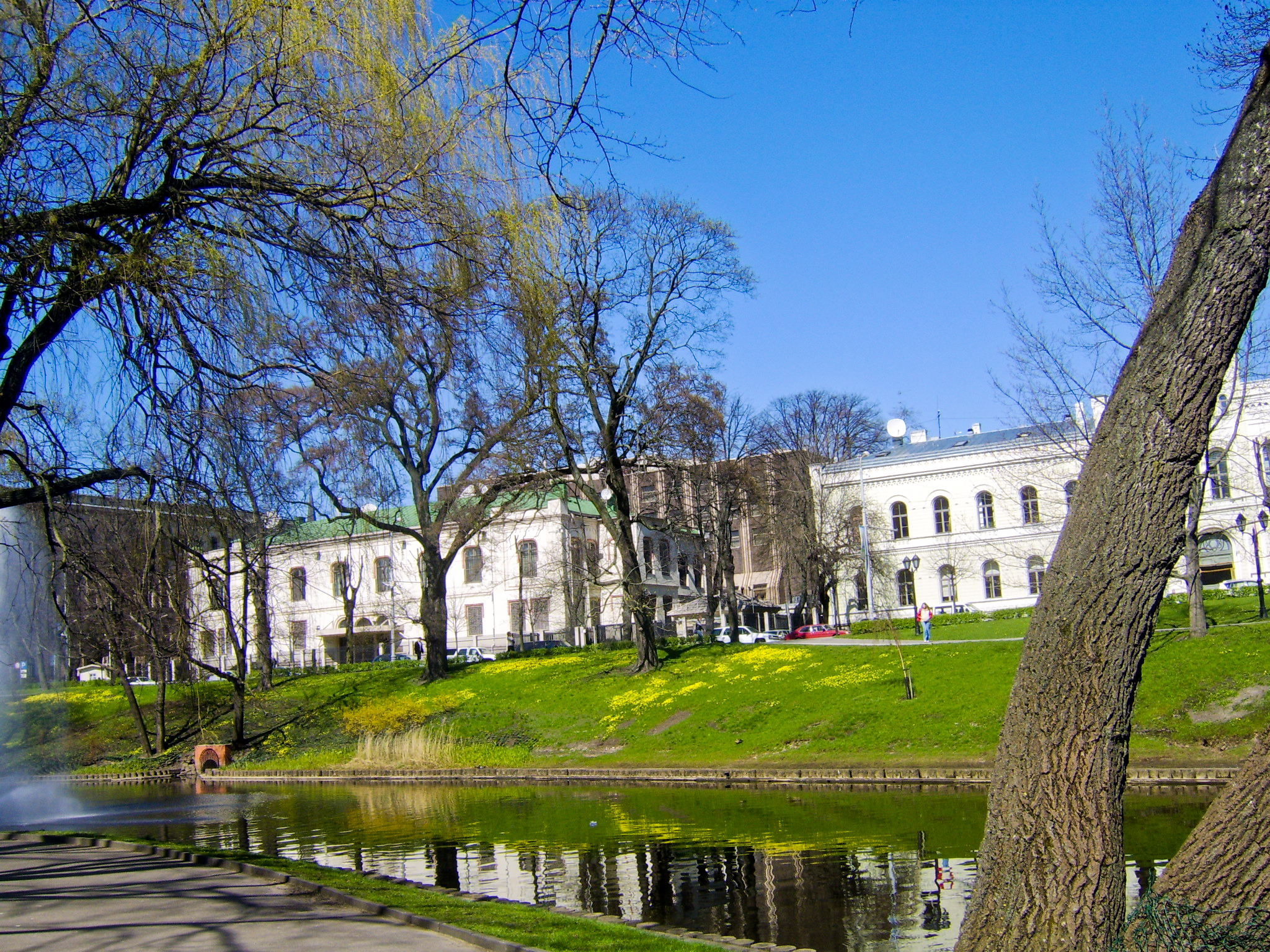
Raiņa bulvāris 7
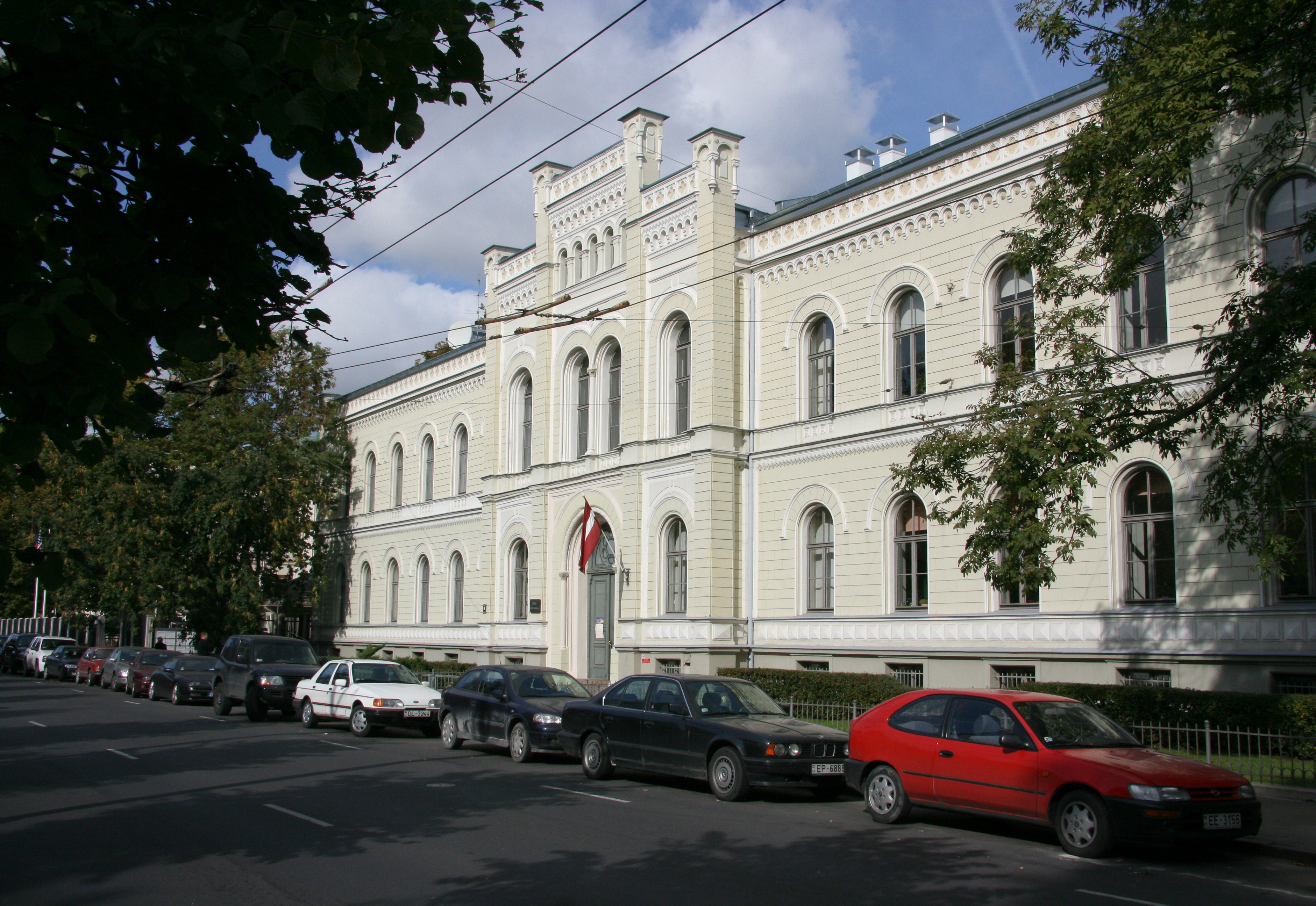
Raiņa bulvāris 8
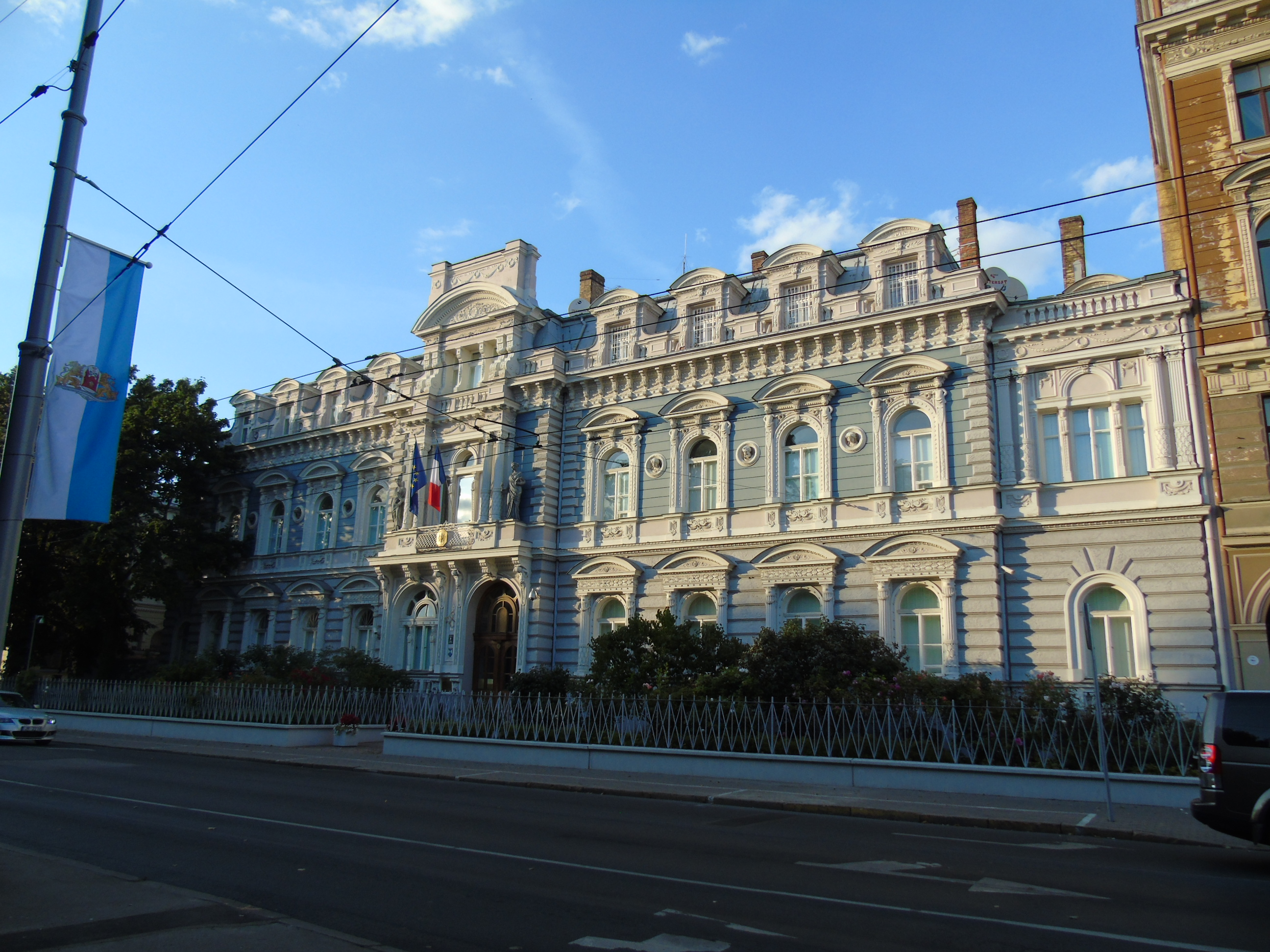
Raiņa bulvāris 9,
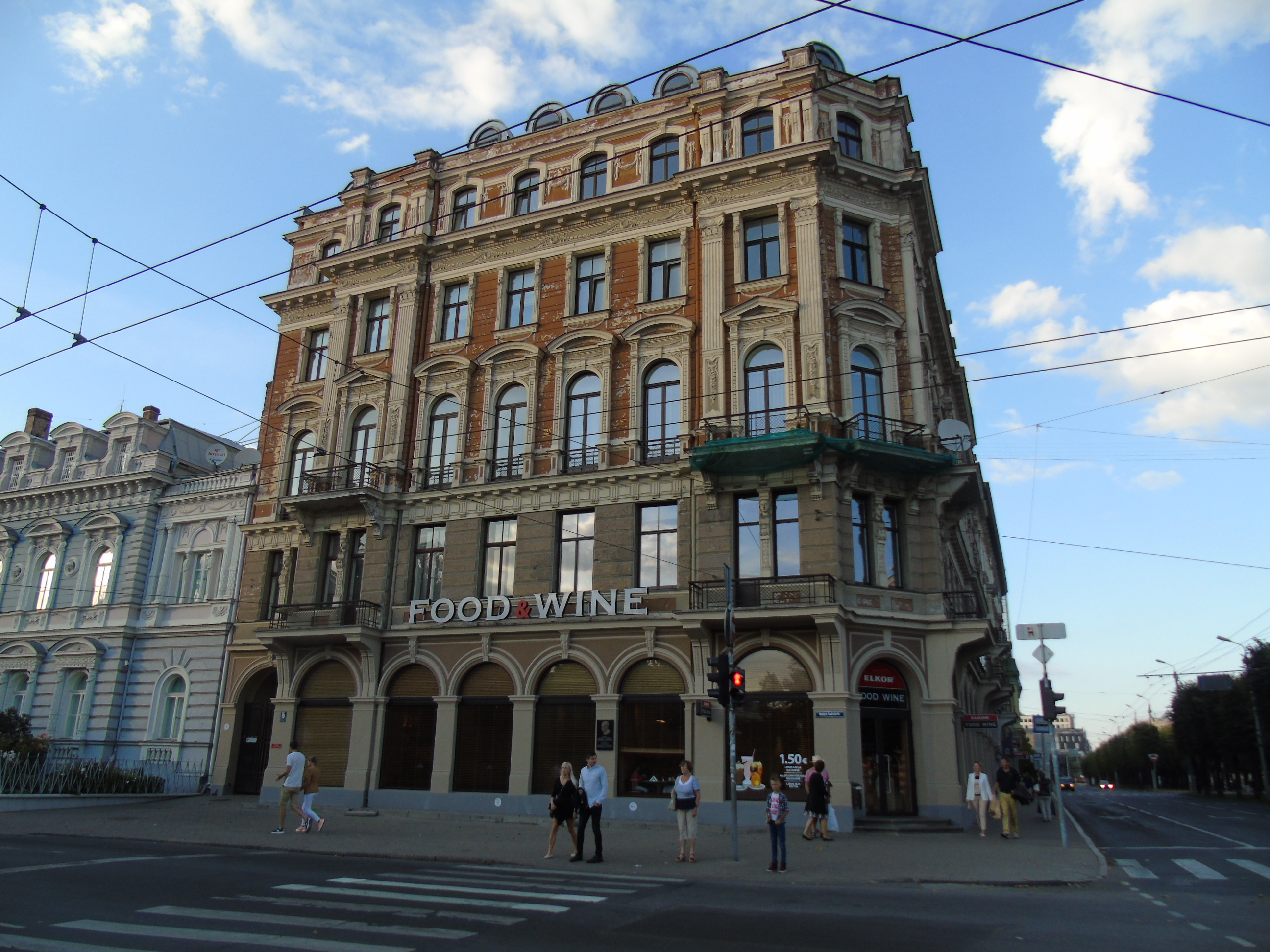
Croiement de Brīvības bulvāris
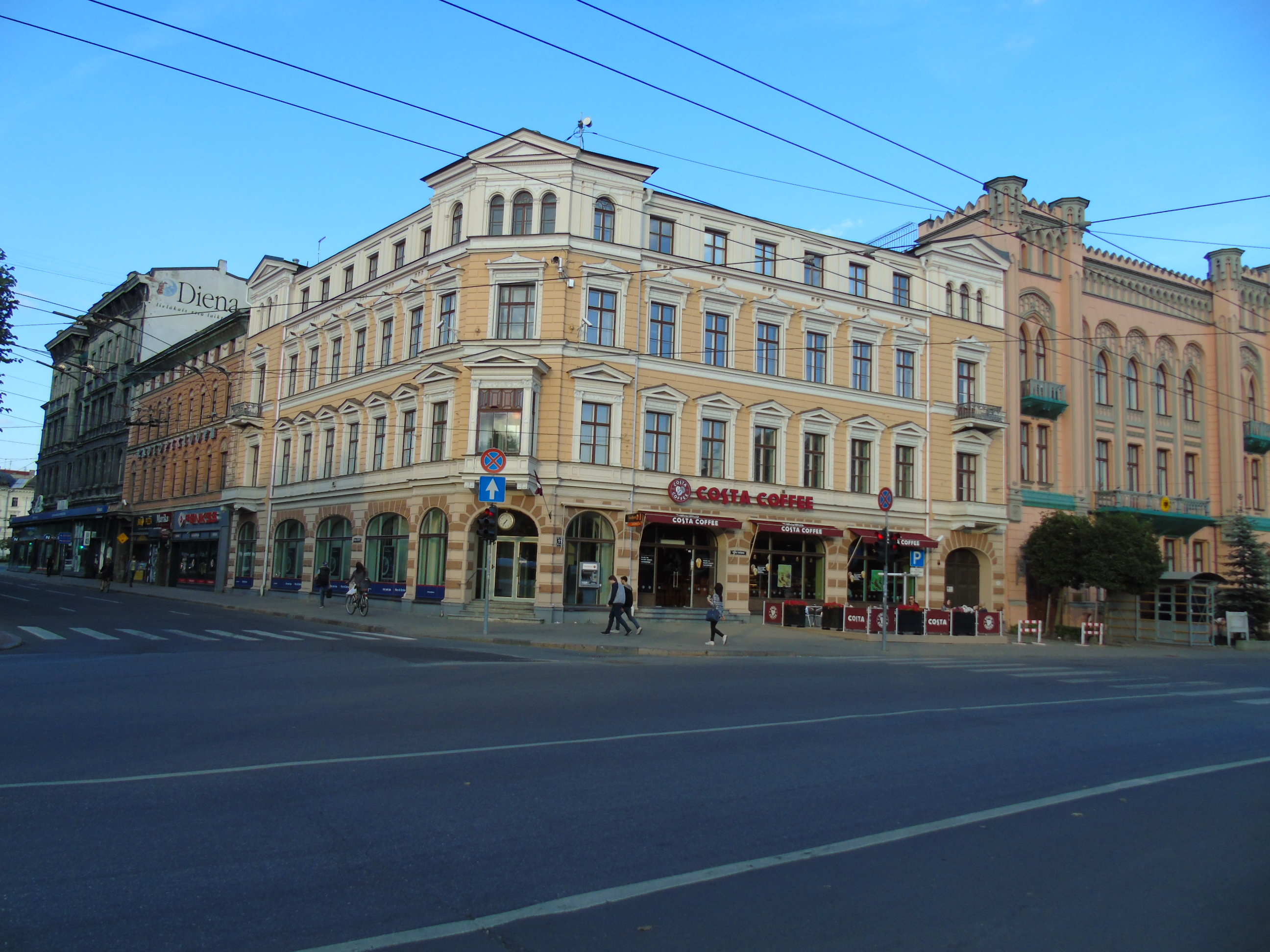
Raiņa bulvāris 11
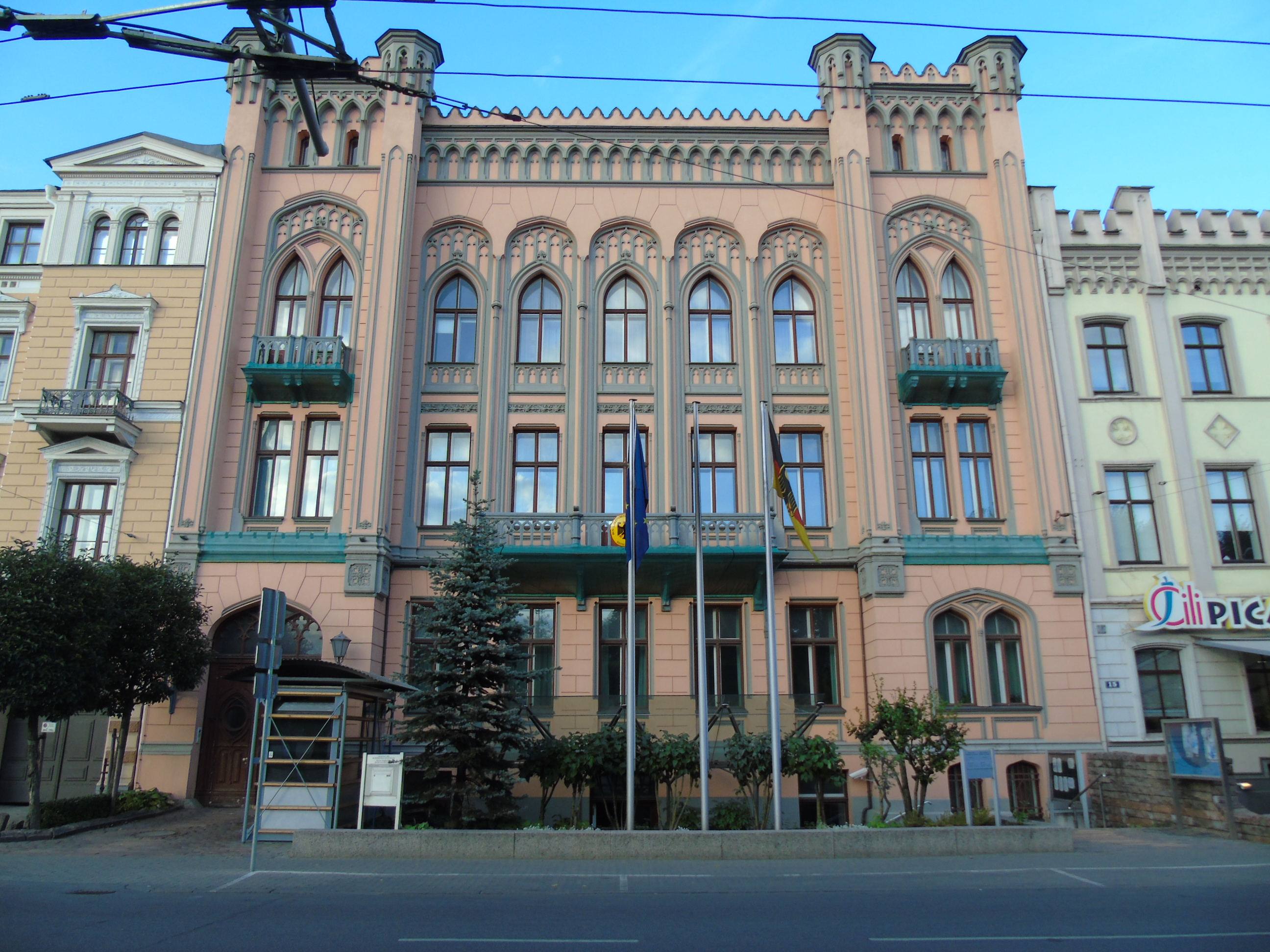
Raiņa bulvāris 13,
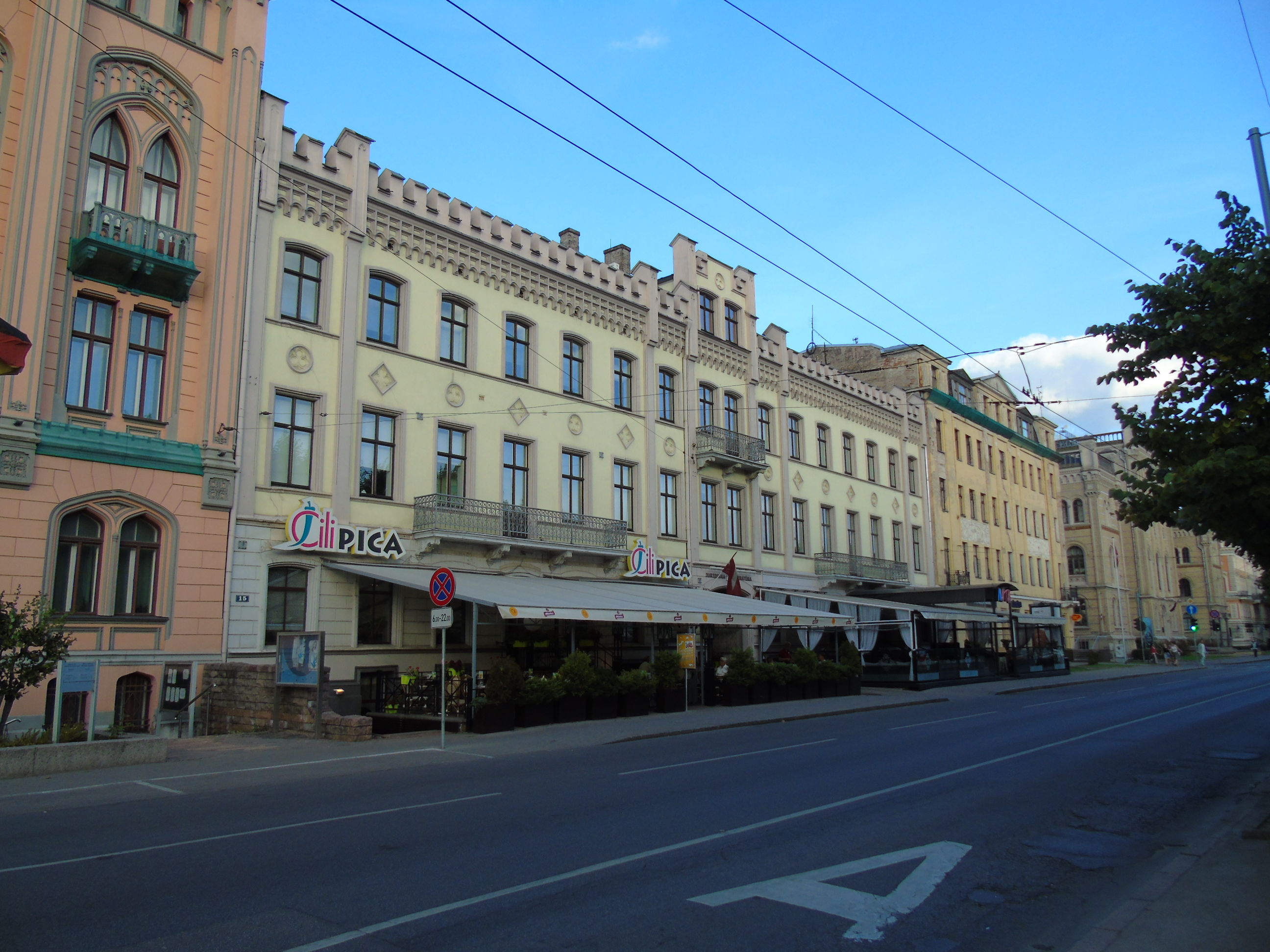
Raiņa bulvāris 15
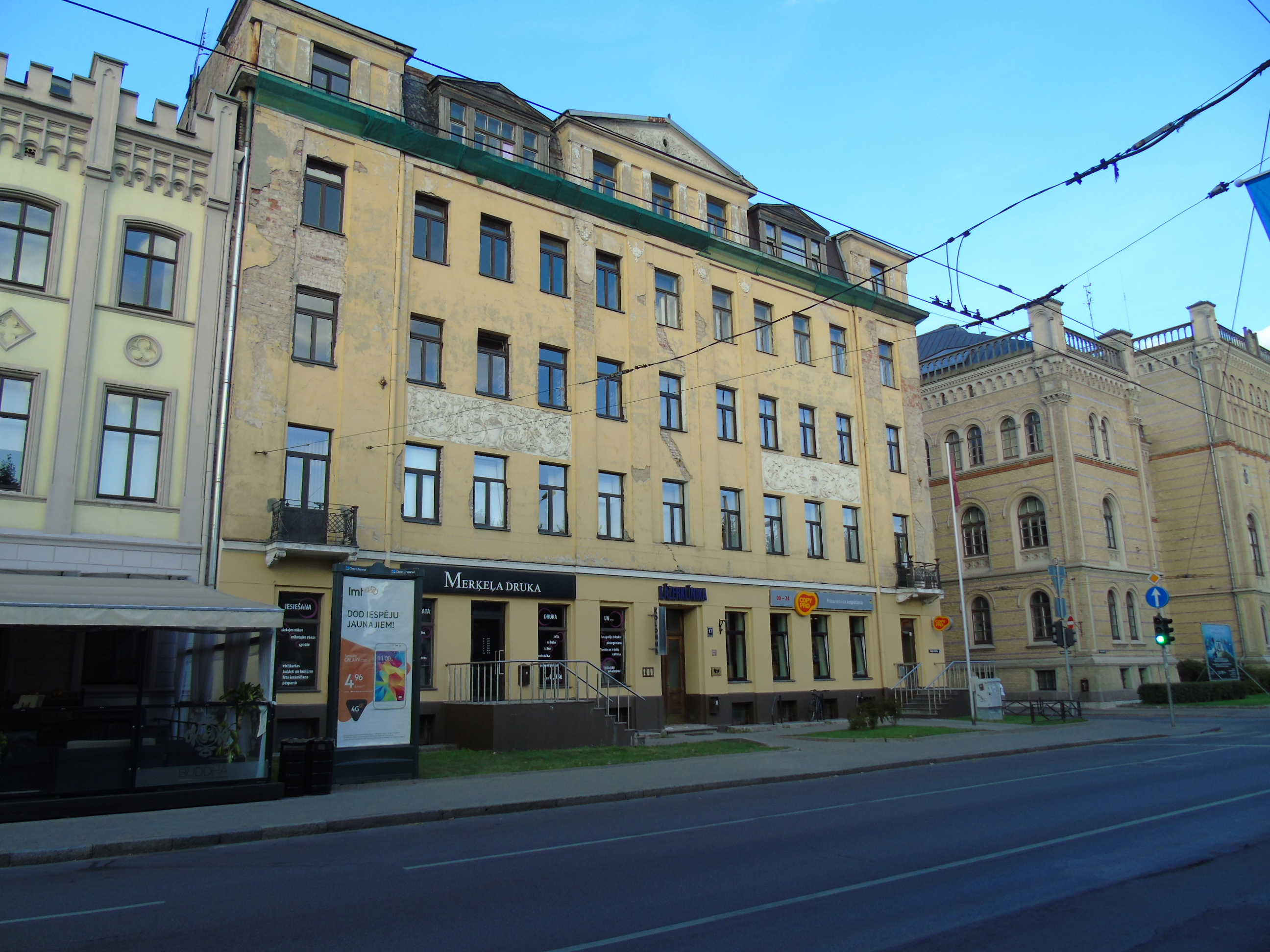
Raiņa bulvāris 17
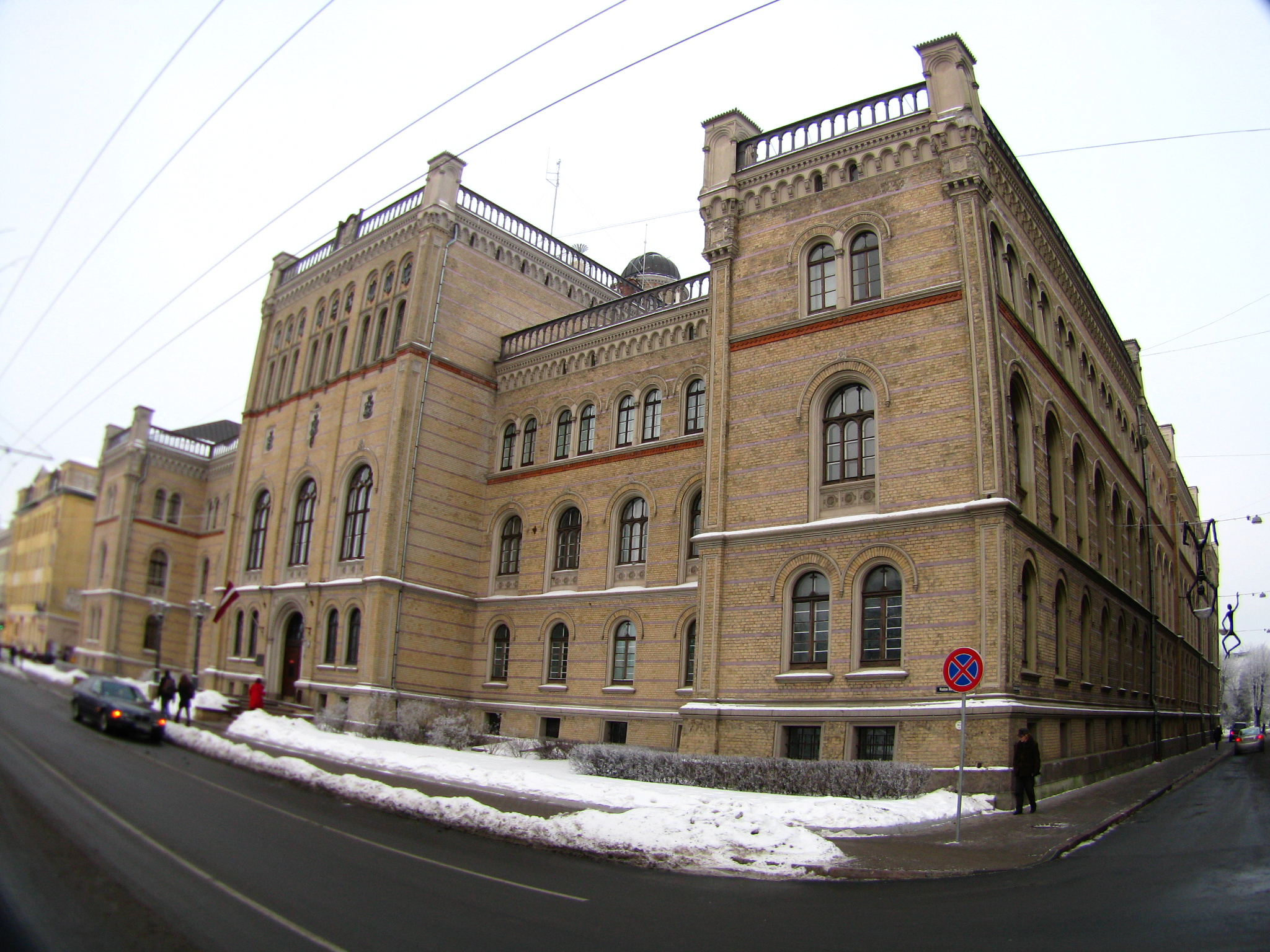
Institut de Mathématiques et d'Informatique
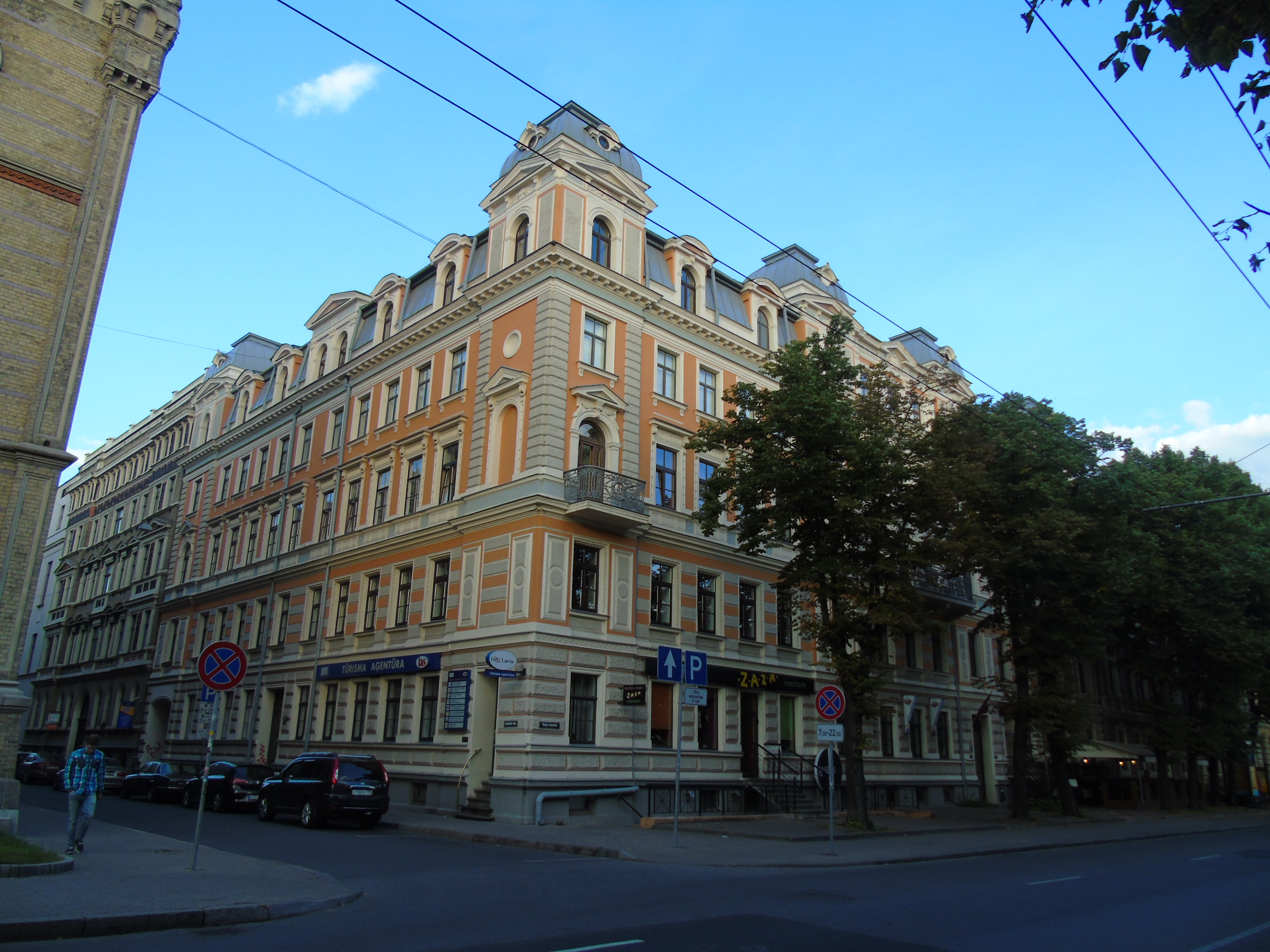
Raiņa bulvāris 21
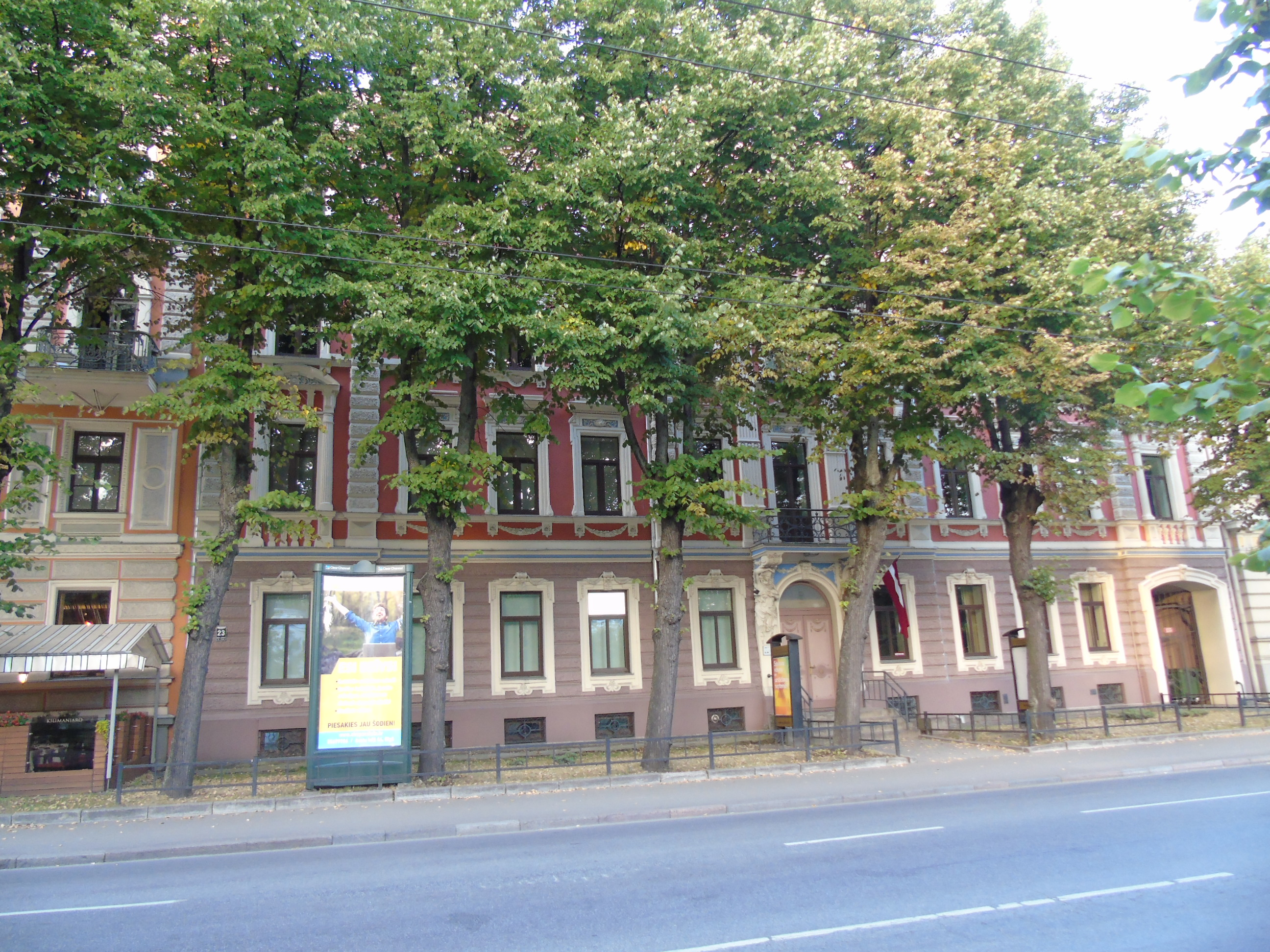
Raiņa bulvāris 23
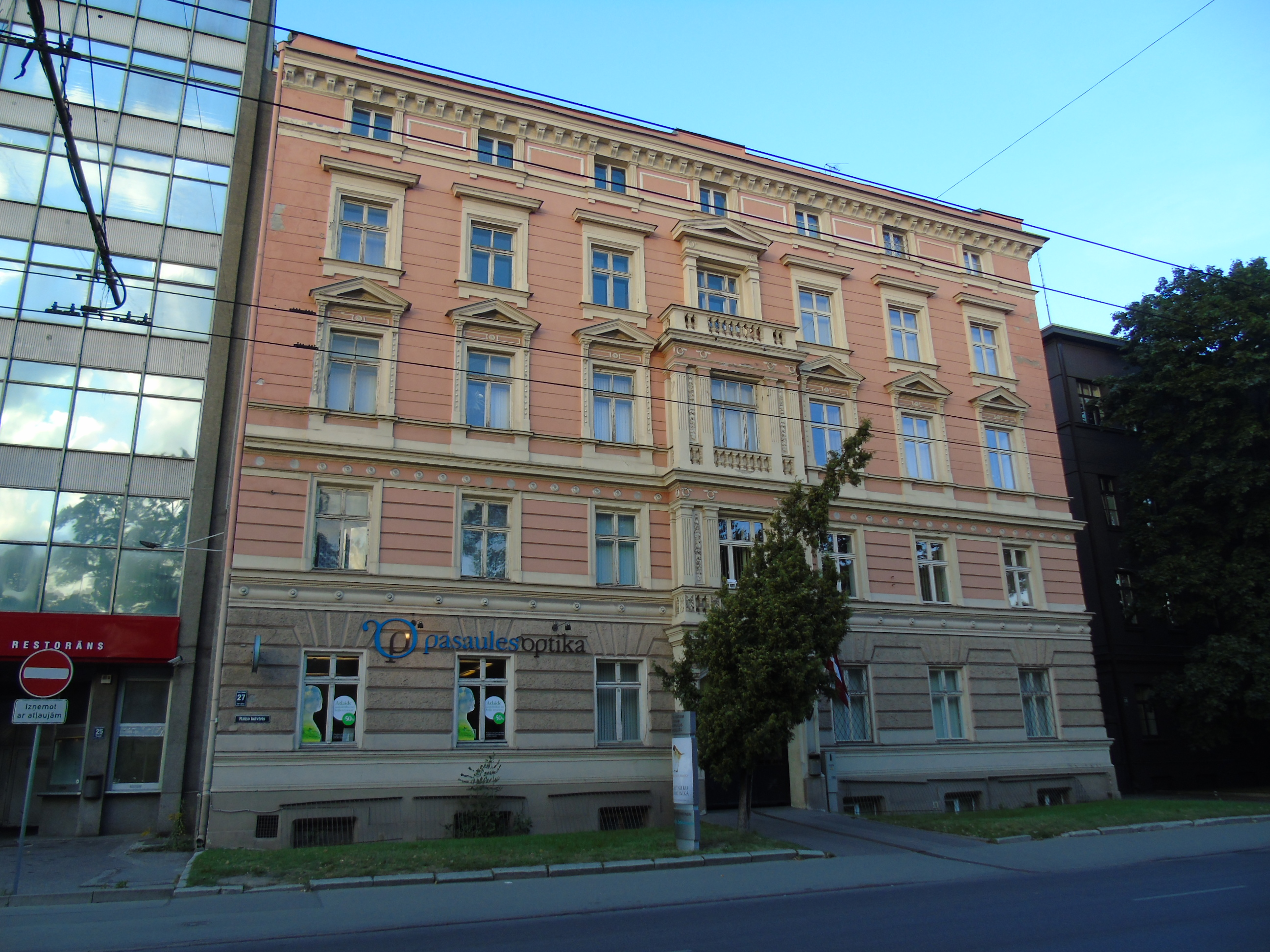
Raiņa bulvāris 27
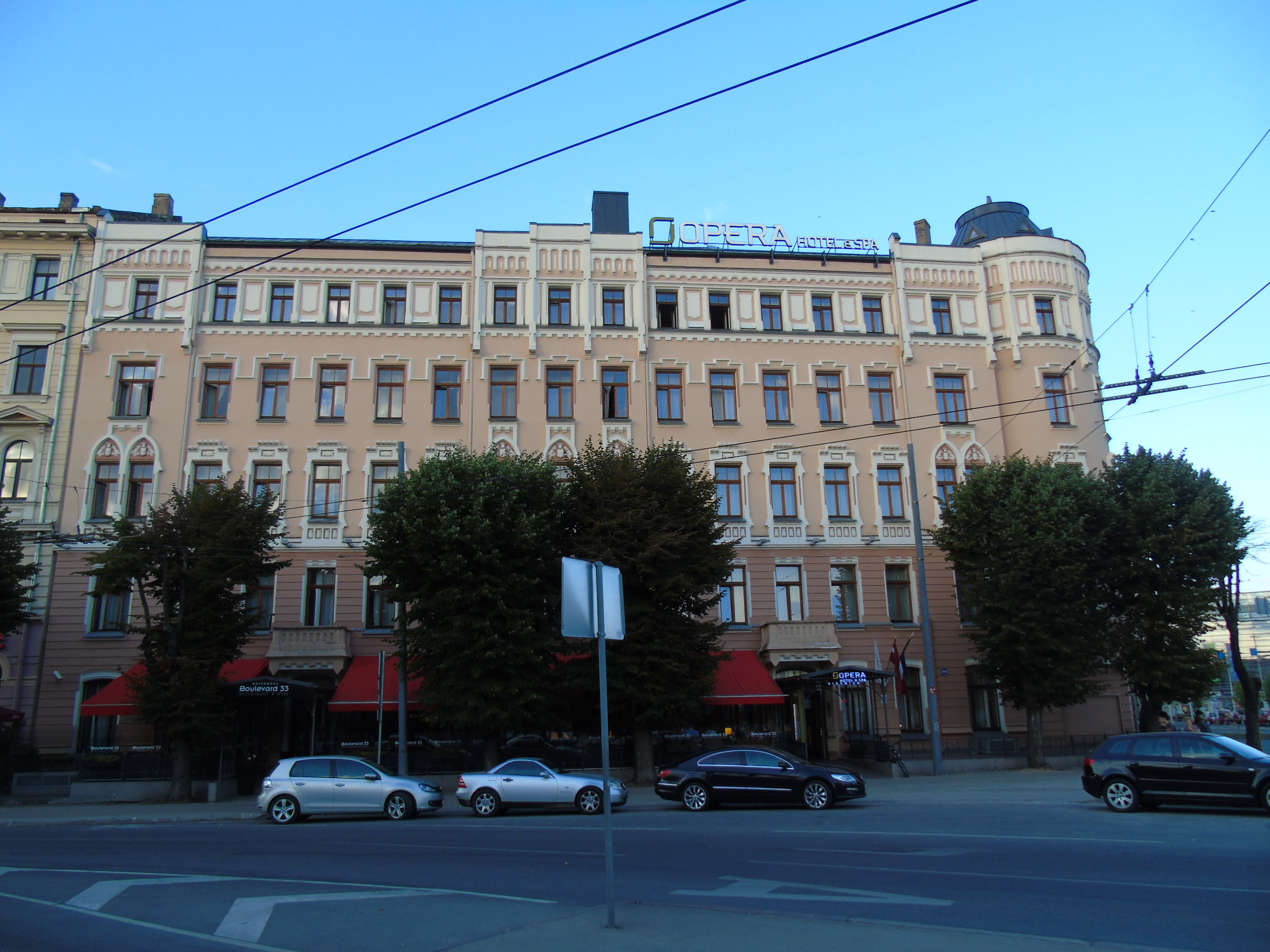
Raiņa bulvāris 33